# Villa Victoria (Cannes)
Pour les articles homonymes, voir Villa Victoria (homonymie).
La Villa Victoria est une villa, avec jardins méditerranéens située à Cannes, Alpes-Maritimes, région Provence-Alpes-Côte d'Azur, sur la Côte d'Azur en France.

## Histoire
Sir Thomas Robinson Woolfield fait construire une maison à son arrivée à Cannes en 1852-1853 dans le style rustique anglais du XVe siècle par l'architecte anglais Thomas Smith et l'entrepreneur de maçonnerie anglais Odadhia Pulhan. La villa est alors entourée d'un parc de deux hectares aménagé en jardin d'agrément par le jardinier anglais John Taylor qui vient d'arriver d'Angleterre. Le parc avait une grande variété d'arbres et de plantes exotiques, ce qui lui a valu un article dans le Journal of Horticulture and Cottage Gardener. Le parc comprenait aussi un jardin potager. Le parc eut des visiteurs illustres. 
En 1860, le parc est en grande partie loti, ne gardant que le jardin qui entoure la maison jusqu'à la mer. Sir Thomas Robinson Woolfield y fait installer en 1874 le premier court de tennis de la Côte d'Azur. La gentry britannique de Cannes vient alors essayer ce sport inventé l'année précédente par le major Walter Wingfield. En 1877, Thomas Robinson Woolfield vend la villa qu'il n'occupe plus. Elle est achetée par Augustus Murray, de la famille des comtes de Dunmore. Il ajoute une aile à la villa qui en fait doubler la surface. Puis la villa est vendue au comte de Changy. En 1880, la baronne douairière Betty de Rothschild vient passer l'hiver à Cannes. Elle loue la villa Victoria. Elle s'y plait et décide d'y avoir une propriété. Ce sera la Villa Rothschild construite en un an, à partir de 1881. La maison est mise en location meublée pour 24 000 francs dans l'hiver 1919. En 1920, la villa est mise en vente pour 450 000 francs. Elle est achetée par la veuve J. Touche. Elle est de nouveau vendue en 1951. En 1952, la villa est transformée en copropriété et divisée en appartements par les architectes cannois Louis Lafond et Eugène Lizero.

## Protection du patrimoine
Situés au no 7 de l'avenue du Docteur-Raymond-Picaud dans le quartier de La Croix-des-Gardes à Cannes, la villa et les jardins sont inscrits à l'inventaire général du patrimoine culturel au titre du recensement du patrimoine balnéaire de Cannes.